# E. Roger Mitchell
E. Roger Mitchell, född 18 februari 1971 i Miami i Florida, är en amerikansk skådespelare. Han har haft flera stora roller, såsom Chaff i filmen The Hunger Games: Catching Fire och Paul i TV-serien The Walking Dead. Han har utöver detta även medverkat i andra produktioner, bland annat i de två TV-serierna The Shield och One Tree Hill.

## Filmografi (i urval)

### Filmer
| - 2000 – Legenden om Bagger Vance - 2003 – S.W.A.T. - 2005 – Diary of a Mad Black Woman - 2009 – The Open Road - 2010 – The Crazies - 2011 – Battle: Los Angeles - 2011 – Contagion - 2012 – Flight - 2013 – The Spectacular Now - 2013 – The Hunger Games: Catching Fire - 2013 – Anchorman 2 - 2014 – Need for Speed | - 2014 – The Equalizer - 2014 – Selma - 2015 – Captive - 2015 – Goosebumps - 2016 – The 5th Wave - 2016 – Triple 9 - 2016 – Sully - 2017 – All Eyez on Me - 2017 – American Made - 2021 – The Black Phone - 2022 – A Jazzman's Blues - 2022 – Till - 2023 – On a Wing and a Prayer |

### TV-serier
- 2002–2006 – The Shield (TV-serie)
- 2003 – NCIS (TV-serie)
- 2004–2012 – One Tree Hill (TV-serie)
- 2005 – Surface (TV-serie)
- 2012 – Nashville (TV-serie)
- 2013 – The Walking Dead (TV-serie)
- 2013 – Drop Dead Diva (TV-serie)
- 2014 – The Originals (TV-serie)
- 2014–2015 – Devious Maids (TV-serie)
- 2015 – Powers (TV-serie)
- 2020–2021 – Outer Banks (TV-serie)